# Magnus Wahlström
Magnus Wahlström, född 28 oktober 1903 i Surahammar, död 30 januari 1972 i Bridgeport, Connecticut, var en svensk-amerikansk entreprenör. Han var gift med Agnes, född Johnson, och fick med henne dottern Eleonora. 

## Biografi
I sin ungdom arbetade han på Surahammars Bruk, först på kontoret och sedan i den mekaniska verkstaden. Magnus Wahlström flyttade till USA 1923. Första anhalten blev Chicago. I Chicago stötte han ihop med annan svensk, Rudolph Bannow (1897-1962). En annan vän var Gerhard 'Gerry' T. Rooth.
Mötet med Bannow blev starten på ett framgångsrikt kompanjonskap. Dessa två började med att tillverka elektriska häcksaxar. Så småningom övergick man till att börja tillverka fräsmaskiner. Efter mycket hårt arbete så levererades den första universalmaskinen för fräsning 1932. Firman hade nu etablerat sig i Bridgeport med namnet Bridgeport Machines Inc. Efter att man börjat med fräsmaskiner så började företaget gå allt bättre. 
1968 såldes företaget till Bell Helicopter Textron för 101 miljoner USD, cirka 7,5 miljarder SEK i 2015 års penningvärde. Vid försäljningen uppgick antalet anställda till ca. 1000 personer.
Wahlström lade ut mycket tid och pengar på välgörenhet. Han hjälpte bland annat fattiga i Bridgeport med hyra och mat. Wahlström satsade även kapital i tidningen Nordstjernan 1953 för att tidningen skulle undgå konkurs.
University of Bridgeports bibliotek bär hans namn efter hans stöd till universitetet.

### Webbkällor
- Bridgeport Post
- Encyclopedia